# Menó (diàleg)
Menó és un diàleg platònic al qual se li han atribuït diverses dates, entre els anys 386 aC i 382 aC. Mitjançant aquest diàleg, s'iniciarà una nova fase després dels diàlegs socràtics inicials i el Protàgores, i s'introdueixen temes pitagòrics com ara la immortalitat, la reencarnació, el parentiu de la natura, les matemàtiques, fet fonamentat a partir del primer viatge de Plató a la Magna Grècia l'any 387 aC. Altres fonts diuen, però, que el Menó, el Gòrgies, i fins i tot el Fedó van ser redactats abans d'aquest viatge, naixent del contacte amb les comunitats pitagòriques disperses per tota Grècia.
El tema principal del diàleg Menó és la virtut (areté). Es plantegen les preguntes de què és la virtut, si és ensenyable i si es pot adquirir amb la pràctica. La conclusió d'aquest diàleg és que la virtut no és ensenyable sinó que ve donada per adjudicació divina i, gràcies a la reminiscència, la reconeixem.
Aquest diàleg conté una de les paradoxes relatives al coneixement que Plató intenta resoldre amb l'anamnesi. Sòcrates afirma que busca saber què és la virtut, ja que ho ignora. Llavors, Menó respon que si no sap què és allò que està buscant, com podrà saber que ho ha trobat, i si ja sap què busca, és que ja ho té. La teoria de la reminiscència argüeix que les ànimes saben què busquen perquè ja la coneixen d'una vida anterior al món de les idees, però que ho han oblidat i, per això, cerquen recuperar el coneixement perdut.